# Owczarki (województwo lubuskie)
Owczarki – osada w Polsce położona w województwie lubuskim, w powiecie strzelecko-drezdeneckim, w gminie Zwierzyn, przy trasie drogi wojewódzkiej nr 156.
W latach 1975–1998 miejscowość administracyjnie należała do województwa gorzowskiego.